# Poydras
Poydras es un lugar designado por el censo ubicado en la parroquia de St. Bernard en el estado estadounidense de Luisiana. En el Censo de 2010 tenía una población de 2351 habitantes y una densidad poblacional de 212,28 personas por km².

## Geografía
Poydras se encuentra ubicado en las coordenadas 29°51′34″N 89°53′14″O / 29.85944, -89.88722. Según la Oficina del Censo de los Estados Unidos, Poydras tiene una superficie total de 11.07 km², de la cual 10.14 km² corresponden a tierra firme y (8.47%) 0.94 km² es agua.

## Demografía
Según el censo de 2010, había 2351 personas residiendo en Poydras. La densidad de población era de 212,28 hab./km². De los 2351 habitantes, Poydras estaba compuesto por el 84.13% blancos, el 11.48% eran afroamericanos, el 0.89% eran amerindios, el 0.47% eran asiáticos, el 0% eran isleños del Pacífico, el 0.34% eran de otras razas y el 2.68% pertenecían a dos o más razas. Del total de la población el 9.57% eran hispanos o latinos de cualquier raza.